# Рапонтикум серпуховидный
Большеголо́вник серпухови́дный (лат. Rhaponticum serratuloides) — многолетнее травянистое растение; вид рода Большеголовник (Rhaponticum) семейства Астровые (Asteraceae).

## Ботаническое описание
Травянистый короткокорневищный поликарпик. Высота — 40—100 см. Стебель полый, паутинистый, неветвистый.
Листья очерёдные эллиптические, острые, паутинистые снизу, нижние листья черешковые (длина — до 30 см и ширина — до 15 см), при основании перистораздельные, с одной — тремя парами продолговатых долей, по краю зубчатые; верхние листья сидячие, цельные, мелкозубчатые.
Корзинки гомогамные одиночные крупные, многоцветковые, шаровидные, до 6—7 см в диаметре. Наружные листочки обёртки коротко-шерстистые, кожистые, с яйцевидными, по краю разорванными придатками. Средние листочки обёртки ложкообразные с оттянутым концом, жёсткие плёнчатые, с яркой бурой полоской посередине; придатки самых внутренних листочков узкие, с длинными волосками. Венчик фиолетово-пурпурный, до 3 см длиной.
Плоды — голые семянки, хохолок более чем в 2 раза длиннее семянки, летучки состоят из перистых волосков.
Цветёт в мае — июне, плодоносит в июне — августе. Псаммофит, галофит, гелиофит, гигрофит.

## Распространение и местообитание
Растёт в степной области на солончаках, солонцах и солонцеватых лугах, в бескильницево-разнотравных сообществах. Вид с узкой экологической амплитудой.
- В России: европейская часть (Ростовская область, Нижняя Волга, Заволжье); Северный Кавказ (Ставропольский Край, Краснодарский край)[2]; Западная Сибирь (юг).
- В мире: Европа — Западная (восток Румынии), Восточная (Молдова около села Чеколтены, юг Украины); Средняя Азия (север), включая Северный Казахстан.

Лимитирующие факторы — выпас, выжигание плавней, естественная низкая плотность популяций, мелиоративные работы, распашка территорий.

## Синонимика

### Синонимы научного латинского названия
По данным The Plant List на 2010 год, в синонимику вида входят:
- Aplotaxis bungei Less. ex Ledeb.
- Centaurea altaica Fisch. ex Spreng.
- Centaurea serratuloides Georgi
- Fornicium rhaponticoides (Graells) Cass.
- Leuzea altaica (Spreng.) Link
- Leuzea salina Spreng.
- Rhaponticum altaicum (Fisch. ex Spreng.) Soskov
- Rhaponticum salinum (Spreng.) Less.
- Stemmacantha serratuloides (Georgi) Dittrich

### Синонимы русского названия
В русском языке приняты следующие синонимы: Большеголовник серпуховый, Большеголовник солончаковый, Левзея серпуховидная, Рапонтикум серпуховидный, Стеммаканта серпуховидная.

## Охранный статус

### В России
В России вид входит в многие Красные книги субъектов Российской Федерации: Воронежская, Курганская, Омская, Саратовская и Тюменская области, а также республики Башкортостан и Калмыкия, и Алтайский и Краснодарский край.
Растёт на территории Хопёрского заповедника.

### На Украине
Решением Луганского областного совета № 32/21 от 03.12.2009 г. вид включён в «Список регионально редких растений Луганской области».

### Иные страны Европы
Входит также в Красную книгу Республики Молдавии.